# Tekkiraz, Ünye
Tekkiraz là một xã thuộc huyện Ünye, tỉnh Ordu, Thổ Nhĩ Kỳ. Dân số thời điểm năm 2010 là 3.573 người.